# Angel (Buffy the Vampire Slayer)
Angel é um personagem fictício criado por Joss Whedon para a série de televisão Buffy a Caça Vampiros e que depois, devido ao sucesso do personagem, ganhou uma série própria, o spin-off Angel. Ele é interpretado pelo ator David Boreanaz.
Angel é um vampiro que foi amaldiçoado com uma alma, uma punição destinada a fazê-lo sofrer por todo mal que ele causou no passado. Como muitos personagens no Buffyverse, Angel passa por mudanças drásticas, iniciando-se como um herói relutante que ficou na sombra, e acabou campeão altruísta da humanidade, buscando voluntariamente a redenção, e o perdão por seus pecados ajudando outras pessoas.